# Station Rethel
Station Rethel is een spoorwegstation in de Franse gemeente Rethel.